# Little Samson
Little Samson{{Refn|conocido en Japón como Seirei Densetsu Lickle (Japonés: 聖鈴伝説リックル Hepburn: Seirei Densetsu Rikkuru?) es un Videojuego de acción y plataformas desarrollado por Takeru para la Nintendo Entertainment System. Fue publicado por Taito en Japón el 26 de junio de 1992, en Norteamérica en noviembre de 1992 y en Europa el 13 de marzo de 1993. El juego está protagonizado por cuatro héroes convocados para impedir que el rey demonio Ta-Keed cause estragos en el reino de Forgy. Cada personaje tiene habilidades diferentes y el jugador puede cambiar entre los cuatro héroes en cualquier momento.
Little Samson fue dirigido por Shinichi Yoshimoto, que trabajó como diseñador en títulos de Capcom como Ghouls 'n Ghosts y Strider (1989). El diseño artístico corrió a cargo de Kiyoshi Utata, que trabajó en Cocoron y Nostalgia 1907. En general, el juego recibió críticas favorables. Los críticos alabaron su apartado audiovisual y señalaron que el intercambio entre personajes añadía un elemento de estrategia a la acción. En retrospectiva, se considera uno de los mejores juegos de NES, y la versión norteamericana se ha convertido en una costosa pieza de coleccionista.

## Sistema de juego
Little Samson es un videojuego de plataformas y acción de desplazamiento lateral que recuerda a la franquicia Mega Man. La premisa se desarrolla en un mundo en el que el rey demonio Ta-Keed aterrorizó una vez al mundo, pero fue sellado por los dioses, cuyo poder se dispersó en forma de cuatro campanas. Cuando el reino de Forgy se vio amenazado por Ta-Keed, el emperador Hans VI y sus ayudantes lo sellaron en las profundidades de una alta montaña. La víspera del cumpleaños del emperador Hans XIV, Ta-Keed fue liberado de su sello por un rayo. El emperador condujo a su ejército a la batalla, pero no fue rival para los poderosos subordinados del rey demonio. Tras conocer la leyenda del héroe que posee las cuatro campanas, Hans XIV convocó a cuatro guerreros dueños de las campanas con la misión de impedir que Ta-Keed causara estragos.
El jugador elige entre uno de cuatro personajes, cada uno con sus propias ventajas e inconvenientes: el alpinista Little Samson, el dragón Kikira, el golem Gamm y el ratón K.O. Sansón ataca a los enemigos lanzando campanas y puede trepar por paredes y techos. Kikira puede volar durante breves periodos y exhalar fuego que puede cargarse, mientras que sus garras le permiten traccionar en superficies heladas. Gamm es lento pero fuerte, puede caminar sobre pinchos y atacar con golpes cortos pero potentes en cualquier dirección. K.O. tiene la menor cantidad de salud, pero es muy rápido, pequeño para pasar por pasadizos estrechos, puede trepar por paredes y techos, y ataca lanzando bombas.
Las cuatro primeras fases sirven de tutorial para cada personaje y pueden jugarse en cualquier orden. Tras completar sus respectivas etapas, los personajes se reúnen ante el emperador Hans XIV, que nombra a Samson líder del equipo. Kikira es inicialmente hostil a la idea de que Samson sea el líder e instiga una lucha contra él por el dominio, pero se rinde tras su derrota. El jugador puede cambiar de personaje en cualquier momento durante el juego y la progresión de las fases se produce en una secuencia lineal. Hay veinte fases en total, cada una dividida en trece niveles con caminos que se bifurcan y un encuentro con un jefe. Hay dos niveles de dificultad: Fácil y Normal. Al jugar en dificultad Normal hay más enemigos, la barra de vida máxima de los personajes es menor y se desbloquea el final verdadero.
A lo largo de cada fase, el jugador lucha contra los enemigos y evita los obstáculos mientras recoge objetos y potenciadores, como vidas extra, corazones que reponen la salud, orbes de cristal que aumentan la capacidad de la barra de vida de un personaje y pociones que restauran totalmente la salud, aunque cada personaje puede conservar una a la vez. Cada personaje tiene su propia barra de vida, pero todos comparten la misma reserva de vidas. Si Samson muere, el jugador se ve obligado a empezar de nuevo, pero si cualquier otro personaje muere, permanecerá muerto hasta que se complete la fase actual o si uno de los personajes fallecidos tiene una poción para revivirlo. El jugador puede reanudar su progreso mediante un sistema de contraseñas proporcionado tras derrotar al jefe.

## Desarrollo y lanzamiento
Little Samson fue creado por Takeru (también conocida como Sur Dé Wave), que anteriormente había desarrollado Cocoron para la Famicom. Fue dirigida, producida y escrita por Shinichi Yoshimoto, que trabajó como diseñador en títulos de Capcom como Ghouls 'n Ghosts y Strider (1989). Kiyoshi Utata, que trabajó tanto en Cocoron como en Nostalgia 1907, es el artífice del juego. Las portadas japonesa y occidental del juego fueron ilustradas por los artistas Mitsuru Todoriki y Greg Winters, respectivamente.  Fue publicado por primera vez por Taito para la Famicom en Japón como Seirei Densetsu Lickle el 26 de junio de 1992. El juego se presentó en el Summer Consumer Electronics Show de 1992 y salió a la venta en Norteamérica para la Nintendo Entertainment System con el nombre de Little Samson en noviembre de 1992. Posteriormente, se editó en Europa el 13 de marzo de 1993.
Debido a su escaso mercadotecnia, unido a su lanzamiento tardío y a las bajas ventas en Norteamérica, se ha convertido en uno de los títulos de NES más raros, valiosos y codiciados, alcanzando precios elevados en el mercado secundario de coleccionismo. En 2022, el director ejecutivo de Limited Run Games, Josh Fairhurst, declaró que Little Samson ocupaba un lugar destacado en su lista de títulos a recuperar y se puso en contacto con Taito, que les dijo que los derechos del juego «podrían estar en manos del propietario». Limited Run Games localizó al propietario, quien a su vez respondió que no sabía a quién pertenecían los derechos.

## Recepción
Little Samson recibió críticas generalmente favorables. La publicación japonesa Micom BASIC Magazine clasificó el juego en noveno lugar en popularidad en su número de septiembre de 1992, y recibió una puntuación de 21,2 sobre 30 en una encuesta pública realizada por Family Computer Magazine.  Los cuatro críticos de Famitsu consideraron que el apartado audiovisual del juego era bueno para la Famicom y que cada personaje era único, pero opinaron que a la acción le faltaba intensidad. George Sinfield y Rob Noel de Nintendo Power, señalaron que cambiar entre cuatro personajes con sus habilidades especiales añadía un elemento de estrategia a la acción del juego. La revista Club Nintendo lo consideró un juego entretenido, destacando su presentación audiovisual, la animación de personajes y enemigos, y el nivel de desafío.
Manfred Neumayer de Video Games, elogió los gráficos del juego por su variedad y atención al detalle, los simpáticos personajes y el adecuado nivel de dificultad de las fases. Tony Jones de Play Time, dijo que era un juego divertido y complejo, mientras que Manuel del Campo de Hobby Consolas, lo encontró muy rejugable gracias a la posibilidad de cambiar de personaje en cualquier momento y dio comentarios positivos sobre su aspecto visual, pero criticó el sonido apagado. Merche García de Superjuegos, destacó la animación de los personajes, en especial la del ratón K.O. Ação Games lo consideró uno de los mejores juegos para la Nintendo Entertainment System, mientras que Skyler Miller de AllGame, escribió que «Little Samson es un tour de force de excelente diseño de juego, gráficos atractivos y puro valor de entretenimiento».

### Reseñas retrospectivas
Las reseñas retrospectivos sobre Little Samson han sido igualmente favorables, siendo celebrado como uno de los mejores juegos de NES. La revista Club Nintendo lo describió como una obra impecable en la NES y destacó los grandes jefes, en particular el enemigo dragón. IGN lo calificó como uno de los títulos de NES técnicamente más impresionantes, citando los sprites giratorios de los personajes y los enormes jefes. Greatkev de Jeuxvideo.com, alabó los coloridos gráficos, la rica jugabilidad y la banda sonora del juego, pero consideró que el argumento simple y la falta de diálogo eran sus puntos débiles. Retro Gamer lo etiquetó como uno de los juegos de NES visualmente más impresionantes, destacando sus intrincados sprites, los imaginativos diseños de sus enemigos y sus asombrosos niveles.
Michael Plasket de Hardcore Gaming 101, alabó el magnífico aspecto visual del juego, su vibrante música, sus mecánicas de juego, su curva de dificultad y su duración general. GamesRadar+ lo incluyó en la lista de los treinta juegos que desearían que se incluyeran en la NES Mini. Paste calificó Little Samson como un juego de plataformas llamativo y bellamente diseñado, mientras que Den of Geek lo consideró uno de los títulos de NES más infravalorados. Zoey Handley de Destructoid, valoró positivamente el sólido aspecto visual del juego y la fluidez de la animación de los personajes, pero cuestionó algunas de sus decisiones de diseño.